# Parafia św. Anny w Miliczu
Parafia św. Anny w Miliczu znajduje się w dekanacie Milicz w archidiecezji wrocławskiej.
Erygowana w 2001 r. Księgi metrykalne prowadzone są od 2001 r. Mieści się przy ulicy Łowieckiej. Jest najmłodszą w mieście.

## Kościoły i kaplice
- Milicz – kościół parafialny pw. św. Anny
- Postolin – kościół filialny pw. Chrystusa Króla

## Wspólnoty i Ruchy
- Schola
- Lektorzy
- Ministranci
- Żywy Różaniec
- Rada Parafialna
- Zespół Charytatywny
- Eucharystyczny Ruch Młodych